# Ondavské Matiašovce
Ondavské Matiašovce jsou obec na Slovensku v okrese Vranov nad Topľou. Žije zde 805 obyvatel.
První písemná zmínka o obci pochází z roku 1363. Nachází se zde římskokatolický kostel svatého Mikuláše z roku 1773.